# Campionato tedesco femminile di pallanuoto
Il campionato tedesco femminile di pallanuoto è l'insieme dei tornei pallanuotistici femminili nazionali istituiti dalla Deutscher Schimm-Verband (DSW).
Il primo campionato è stato disputato nel 1982. Le campionesse in carica solo le berlinesi dello Spandau, mentre le detentrici del maggior numero di titoli tedeschi sono le ragazze del Blau-Weiss Bochum.

## Deutsche Wasserball-Liga
La Deutsche Wasserball-Liga Frauen (DWL) è la divisione nazionale dal campionato tedesco. Vi prendono parte 9 club inserite in un girone all'italiana da disputarsi su gare di andata e ritorno; al termine della stagione regolare le prime quattro classificate si incrociano nelle semifinali per il titolo mentre le ultime due retrocedono nelle serie minori.
Organico 2011-2012:
- Bayer Uerdingen
- Blau-Weiss Bochum
- Neukölln Berlin

- Hannoverscher
- FS Duisburg
- Hohenlimburg

- Hamburg
- Chemnitz
- Nikar Heidelberg

## Albo d'oro
- 1982:  Poseidon Köln
- 1983:  Hohenlimburg
- 1984:  Hohenlimburg
- 1985:  Steglitzer Südwest Berlin
- 1986:  Neukölln Berlin
- 1987:  Hohenlimburg
- 1988:  Neukölln Berlin
- 1989:  Neukölln Berlin
- 1990:  Neukölln Berlin
- 1991:  Hohenlimburg
- 1992:  Delphin Wuppertal
- 1993:  Gronau
- 1994:  Bayer Uerdingen
- 1995:  Neukölln Berlin
- 1996:  Gronau
- 1997:  Hohenlimburg
- 1998:  Neukölln Berlin
- 1999:  Hohenlimburg
- 2000:  Blau-Weiss Bochum

- 2001:  Blau-Weiss Bochum
- 2002:  Blau-Weiss Bochum
- 2003:  Blau-Weiss Bochum
- 2004:  Blau-Weiss Bochum
- 2005:  Blau-Weiss Bochum
- 2006:  Blau-Weiss Bochum
- 2007:  Blau-Weiss Bochum
- 2008:  Blau-Weiss Bochum
- 2009:  Blau-Weiss Bochum
- 2010:  Blau-Weiss Bochum
- 2011:  Blau-Weiss Bochum
- 2012:  Bayer Uerdingen
- 2013:  Bayer Uerdingen
- 2014:  Bayer Uerdingen
- 2015:  Bayer Uerdingen
- 2016:  Bayer Uerdingen
- 2017:  Bayer Uerdingen
- 2018:  Nikar Heidelberg
- 2019:  Spandau

- 2020: non assegnato a causa della pandemia di COVID-19
- 2021:  Spandau
- 2022:  Spandau
- 2023:  Spandau
- 2024:  Spandau
- 2025:  Spandau

## Vittorie per squadra
| Pos. | Squadra                   | Vittorie |
| ---- | ------------------------- | -------- |
| 1    | Blau-Weiss Bochum         | 12       |
| 2    | Bayer Uerdingen           | 7        |
| 3    | Hohenlimburg              | 6        |
| 3    | Neukölln Berlin           | 6        |
| 3    | Spandau                   | 6        |
| 6    | Gronau                    | 2        |
| 7    | Poseidon Köln             | 1        |
| 7    | Steglitzer Südwest Berlin | 1        |
| 7    | Delphin Wuppertal         | 1        |
| 7    | Nikar Heidelberg          | 1        |